# Макарена Ачага
Макарена Ачага (ісп. Macarena Achaga Figueroa; нар. 5 березня 1992 року, Мар-дель-Плата, Аргентина) — аргентинська акторка, модель, співачка та телеведуча.

## Біографія
Макарена Ачага народилася 5 березня 1992 року у Мар-дель-Платі в родині архітекторів. У 15 років розпочала модельну кар'єру, витрачаючи щотижня по п'ять годин на поїздки до столиці Аргентини. У 18 років Ачага переїхала до Буенос-Айреса для продовження модельної кар'єри.
У 2010 році Ачага дебютувала в ролі телеведучої програми «Los 10+ Pedidos», за рік залишила проєкт для роботи у телесеріалі «Місс XV». На кастинг до телесеріалу Ачага потрапила випадково. Перебуваючи у Мехіко, зустріла продюсера серіалу, який і запропонував пройти відбір на роль Леонори Мартінес. Після її затвердження на роль також був створений музичний гурт «Eme 15», до складу якого увійшли актори серіалу.
Після успіху телесеріалу «Місс XV» Макарена Ачага продовжила працювати на телебаченні, граючи у серіалах. Також продовжила модельну кар'єру.

## Телебачення
- Місс XV (2012)
- Подвійне життя Естели Каррільйо (2017)
- Кохати до смерті (2018)

## Дискографія (у складі гурту «Eme 15»

### Альбоми
- Eme 15 (2012)

### Сингли
- «Wonderland»
- «Solamente Tú»[1]
- «Desde Tu Adiós»
- «Súper Loca»
- «La Mala Vida»[2]
- «A Mis Qunice (Miss XV)»[3]
- «El Mapa de Mi Interior»
- «La»
- «Te Quiero Más»[4]
- «No Hay Manera»
- «Detrás de Tu Mirada»

- «Ninguna Como Tú»[6][7]